# 要池
要池（かなめいけ）は愛知県名古屋市緑区乗鞍二丁目にある名古屋市所有のため池である。

## 概要
都市公園である要池公園内にあり、27,800平方メートル（2.78ヘクタール）の池敷面積および211.43ヘクタールの流域面積を持つ。池には雨水と神沢川が流入し、そのまま神沢川が流出して扇川に至る。
1670年（寛文10年）の記録に要池という名前のみが現れるとされるが、同時期の『寛文村々覚書』（寛文年間（1661年 - 1673年））には記載がみられない。19世紀に入り『尾張徇行記』でその名が現れる。当池の水利は愛知郡鳴海村内の水田のほか、天白川を伏越して同郡鳴尾村の旧伝馬新田（現在の名古屋市南区天白町）にまで及んだという。元々は3町5反歩（約3.47ヘクタール）の面積を有する広い池で、長らくうっそうとした雑木林に囲まれていたが、1980年代頃から周辺の土地開発が進んで市街化が著しくなり、当池も一部埋め立てやコンクリートの護岸工事が行われた上で水辺公園として整備された。それでも池の北東部では水面を葦原が覆い、野鳥の飛来も確認されている。